# Schwetschkea laxa
Schwetschkea laxa là một loài Rêu trong họ Leskeaceae. Loài này được (Wilson) A. Jaeger miêu tả khoa học đầu tiên năm 1878.